# 즈나멘스크 (아스트라한주)

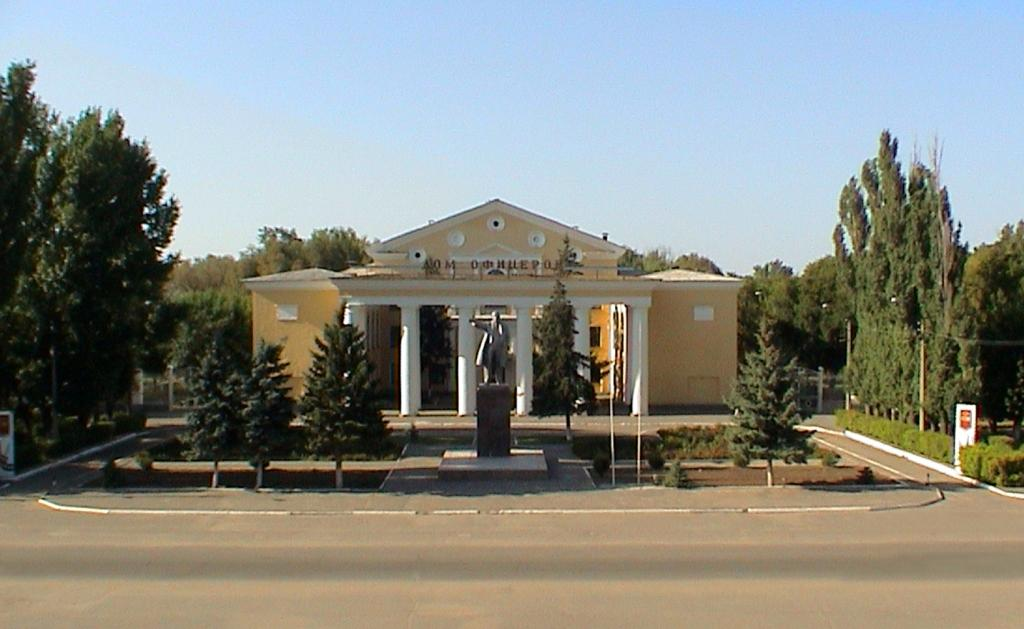

즈나멘스크(러시아어: Знаменск)는 아스트라한주에 위치한 도시로, 1962년에 지어진 신도시이다. 인구는 2만4,628명(2021년)이다. 지어질 당시의 이름은 카푸스틴야르-1(Капустин Яр-1)였다.